# Carol (film)

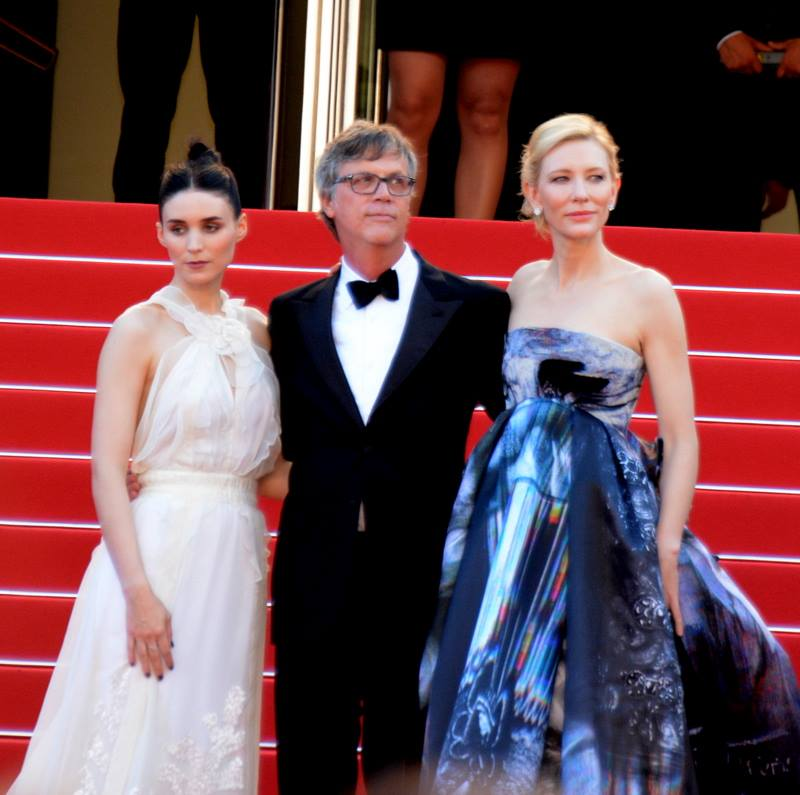
Rooney Mara, Todd Haynes i Cate Blanchett podczas premiery filmu na 68. MFF w Cannes (2015).

Carol – amerykańsko-brytyjski melodramat z 2015 roku w reżyserii Todda Haynesa. Jest adaptacją powieści pod tym samym tytułem pióra Patricii Highsmith.
Światowa premiera filmu miała miejsce 17 maja 2015 podczas 68. MFF w Cannes, w ramach którego obraz brał udział w konkursie głównym. Ostatecznie został odznaczony Queer Palm, zaś Rooney Mara za swoją rolę w filmie odebrała nagrodę dla najlepszej aktorki. Film zgromadził liczne nagrody i nominacje, w tym sześć do Oscarów. Brytyjski Instytut Filmowy ogłosił go "najlepszym filmem LGBT wszech czasów".
Polska premiera filmu miała miejsce 20 października 2015 w ramach 6. American Film Festival we Wrocławiu. Do ogólnopolskiej dystrybucji kinowej film wszedł w dniu 4 marca 2016.

## Fabuła
Akcja filmu rozgrywa się w Nowym Jorku na początku lat 50. Młoda fotografka Therese Belivet (Rooney Mara) rozważa małżeństwo ze swoim przyjacielem Richardem (Jake Lacy). Dorabiając w domu towarowym w okresie przedświątecznym, spotyka klientkę szukającą lalki dla swojej córki, Carol Aird (Cate Blanchett). Kobieta zostawia w sklepie rękawiczki, których zwrot staje się pretekstem do spotkania. Między kobietami zaczyna rozwijać się uczucie. Równocześnie Carol jest w trakcie rozprawy rozwodowej ze swoim mężem, Hargem (Kyle Chandler), z którym walczy o prawo do opieki nad córką Rindy. Sprawa komplikuje się, gdyż prawnicy Harge'a gotowi są wykorzystać dowody na spotykanie się Carol z kobietami, zwłaszcza z przyjaciółką i dawną partnerką,  Abby (Sarah Paulson).
Carol ofiarowuje Therese w prezencie aparat marki Canon i zachęca do rozwijania pasji fotograficznej. Gdy okazuje się, że nie będzie mogła spędzić świąt z córką, proponruje Therese wspólny wyjazd samochodowy. W trakcie podróży między bohaterkami dochodzi do zbliżenia. Rozkwitający romans zaburza odkrycie prywatnego detektywa (Cory Michael Smith) wynajętego przez Harge'a, który nagrywał parę w pokoju hotelowym. Carol opuszcza Therese, zostawiając jej list i decydując się podjąć walkę o opiekę nad córką.
Carol ogranicza kontakt ze znajomymi, spotykając się po kryjomu wyłącznie z Abby, starając dostosować się do zaleceń prawników. Ostatecznie jednak, podczas spotkania z Hargem i jego adwokatami, przyznaje, że nagrane taśmy są prawdziwe i zrzeka się prawa do opieki nad Rindy, pod warunkiem zapewnienia regularnych spotkań.
Therese rozpoczyna pracę w The New York Times. Po jakimś czasie spotyka się z Carol, która zaczęła utrzymywać się samodzielnie i wynajęła mieszkanie. Carol proponuje Therese wspólne zamieszkanie, ta jednak odmawia. Zrezygnowana Carol zaprasza ją jeszcze na kolację ze swoimi przyjaciółmi, po czym wyznaje jej miłość. W tym momencie spotkanie kobiet zostaje przerwane przez przypadkowo napotkanego znajomego Therese, który zaprasza ją na przyjęcie. Therese spotyka na nim znajomą swoich przyjaciół (Carrie Brownstein), która jest nią wyraźnie zainteresowana. Ostatecznie jednak decyduje się odnaleźć Carol.

## Obsada
- Cate Blanchett jako Carol Aird
- Rooney Mara jako Therese Belivet
- Sarah Paulson jako Abby Gerhard
- Kyle Chandler jako Harge Aird
- Jake Lacy jako Richard Semco
- Cory Michael Smith jako Tommy Tucker
- John Magaro jako Dannie McElroy
- Carrie Brownstein jako Genevieve Cantrell

## Produkcja
Film oparty został na książce Patricii Highsmith z 1952 r. - The Price of Salt, znanej również jako Carol. Impulsem do napisania książki było spotkanie między autorką, pracującą wówczas w domu towarowym na Manhattanie, a klientką w futrze z norek, chcącą zakupić lalkę dla swojej córki. Scena ta rozpoczyna zarówno książkę jak i film. Napotkana w sklepie kobieta stała się pierwowzorem postaci Carol Aird, razem z wcześniejszymi kochankami Highsmith.
Pomysły ekranizacji The Price of Salt pojawiały się już wcześniej. W wersji z 1952, by obejść kodeks Haysa, chciano zmienić płeć głównej bohaterki i tytuł na Carl. W połowie lat 60. rozpatrywano Lanę Turner do zagrania głównej roli. Ostatecznie żaden z projektów nie doszedł do skutku, gdyż tematykę powieści uznawano za zbyt kontrowersyjną.

### Adaptacja scenariusza
W latach 90. prawa do powieści nabyła producentka Dorothy Berwin. Nawiązała współpracę ze scenarzystką Phyllis Nagy, prywatnie przyjaciółką Highsmith. Pisarka sama poleciła Nagy adaptację jednej z jej historii, równocześnie obawiając się, że opowieść z tak subiektywnego punktu widzenia będzie trudna do przeniesienia na ekran. W 1997 powstała już pierwsza wersja scenariusza.
Nagy przesunęła akcję filmu względem powieści o parę lat wprzód, na początek prezydentury Eisenhowera. Jak podkreśla, ważne było dla niej dobre oddanie początku lat 50. i ich obyczajowości. Scenarzystka chciała utrzymać, dający się odczuć w literackim pierwowzorze, brak zbytniego psychologizowania głównych bohaterek, które nie przejmowały się zbytnio swoją tożsamością seksualną. Nie chciała podążać tropem dramatycznych cliché i dodawać wątku zbytniego cierpienia czy poczucia winy postaci z powodu ich seksualności. Jednym z najbardziej radykalnych elementów literackiego pierwowzoru, który Nagy chciała koniecznie w filmie zostawić, była ostateczna decyzja Carol by zrezygnować z walki o opiekę nad córką i spróbować życia z Therese. Zdaniem scenarzystki wynikało to z niezwykle aktualnej po dziś dzień definicji macierzyństwa przez Highsmith - postać Carol, nawet próbując, nie miałaby szansy zostać dobrą matką "żyjąc wbrew sobie".
Największe zmiany w strukturze narracyjnej polegały na uczynieniu jej mniej subiektywną od strony Therese i wzbogaceniu historii o punkt widzenia Carol, która według Nagy w powieści "była niemal duchem". Scenarzystka czerpała duże inspiracje do jej postaci z kreacji Grace Kelly w Oknie na podwórze z 1954 r. Postać Therese dopełniła zaś swoimi wspomnieniami dotyczącymi samej Highsmith, dla której Therese w powieści stanowiła alter ego. Największa zmiana dotyczyła zawodu bohaterki - Nagy uczyniła z niej fotografkę, co miało wzmocnić odczucie typowe ponoć dla samej pisarki, która "najpierw stawała obok i komentowała, zanim wzięła w czymś udział".

### Problemy w preprodukcji
Berwin i Nagy przewidziały, że filmowi o takiej tematyce nie będzie łatwo znaleźć sponsorów. Okazało się natomiast, że głównym problemem nie był wcale homoseksualny aspekt głównych bohaterek, ale ich płeć - uznawano, że film z dwoma głównymi bohaterkami nie sprzeda się dobrze. Pomimo sukcesu napisanego i wyreżyserowanego przez Nagy serialu Pani Harris (12 nominacji do nagród Emmy), wciąż nie było chętnych do ekranizacji Carol. W 2010 prawa do powieści wygasły i Nagy była gotowa zrezygnować z pomysłu całkowicie. Rok później jednak Elizabeth Karlsen, producentka Pani Harris, nabyła prawa i przekonała Nagy do kontynuowania projektu.
Jedną z pierwszych osób, którą zaangażowano do prac nad filmem, była Cate Blanchett, od razu brana pod uwagę do głównej roli Carol Aird. Jej wytwórnia Dirty Films również dołączyła do produkcji. Do roli Therese rozważano Rooney Marę, po jej sukcesie w filmie z 2011 r., Dziewczyna z tatuażem. Aktorka jednak odmówiła, czując się zbyt niedoświadczoną do pracy z Blanchett. Rolę przyjęła za to Mia Wasikowska, zaś reżyserii miał podjąć się John Crowley.
Zdjęcia miały rozpocząć się w 2013, jednak Crowley porzucił projekt. Jak wspomina Nagy, był to najtrudniejszy moment produkcji, gdyż od wyboru reżysera zależał udział Cate Blanchett. Aktorka miała próbować przekonać do projektu m.in. Stephena Frearsa czy Kennetha Branagha, lecz bezskutecznie. Finalnie udało się zaangażować Todda Haynesa, który miał dowiedzieć się o filmie i roli Blanchett od kostiumografki Sandy Powell. Haynes jak dotąd zawsze pracował z własnym scenariuszem i obawiano się zbyt daleko idących zmian. Ostatecznie jednak przeważyły jego dobre doświadczenia z Blanchett (I’m Not There. Gdzie indziej jestem), zaś adaptacja Nagy pozostał bez większych modyfikacji. Niedługo po zaangażowaniu Haynesa prawa do dystrybucji nabyło Weinstein Company na Festiwalu Filmowym w Cannes. Harvey Weinstein stał się producentem wykonawczym, co miało głęboko rozczarować Cate Blanchett, gdyż jej zdaniem Weinstein nigdy nie rozumiał dobrze filmów Haynesa, mimo że był odpowiedzialny za ich produkcję. Jak przyznała producentka Elizabeth Karlsen, w praktyce Weinstein nigdy nie angażował się w proces twórczy, zajmując się wyłącznie dystrybucją, natomiast zawłaszczanie i przypisywanie mu stanowiska producenta wykonawczego było typową strategią TWC, a wcześniej Miramax. Kolejnym problemem projektu było odejście Wasikowskiej, której zdjęcia kolidowały do Crimson Peak. Wzgórze krwi. Ostatecznie Rooney Mara zgodziła się przyjąć rolę. Na początku 2014 obsadzono Sarę Paulson i Kyle Chandlera. Zdjęcia do filmu zaczęto kręcić w marcu. Odpowiedzialny był za nie Edward Lachman, współpracujący już wcześniej z Haynesem, zaś muzykę do filmu napisał Carter Burwell.
Początkowa wersja filmu wynosiła dwie i pół godziny. By go skrócić, zdecydowano się wyciąć część scen, m.in. z Sarą Paulson, Jakem Lacy i Carrie Brownstein.

### Zdjęcia
Chociaż akcja filmu dzieje się w Nowym Jorku, z powodów m.in. budżetowych film kręcono w Cincinnati w Ohio. Lachman i Haynes już wcześniej współpracowali przy filmie o podobnej tematyce osadzonym w połowie XX wieku: Daleko od nieba z 2002 r. O ile jednak Daleko... nakręcone zostało zgodnie ze stylem melodramatów lat 50. (wzorując się na ujęciach i oświetleniu filmów m.in. Douglasa Sirka), przy Carol Lachman zdecydował się na bardziej dokumentalne metody. Film został nakręcony na taśmie 35 mm, dzięki czemu efekt ziarnistości wydał się bardziej autentyczny i przypominał zdjęcia z lat 50. Chociaż nie kręcono z ręki, kamera podąża za bohaterkami i obserwuje postacie często z zewnątrz: przez szyby, w drzwiach czy w odbiciach, co miało wspomóc ich poczucie emocjonalnego rozbicia. Wizualnie nawiązywało to także do fotografii ulicznej nowojorskich fotografek powojennych, m.in. Vivian Maier, Ruth Orkin czy Helen Levitt, a także artysty Saula Leitera. Same zdjęcia wykonywane w filmie przez Therese inspirowane są twórczością Maier, zaczynając od bardziej abstrakcyjnych widoków miasta i przechodząc w ujęcia ludzi w cieniach lub odbiciach. Innymi źródłami inspiracji dla Lachmana były także filmy Miejsce pod słońcem George’a Stevensa czy Zaćmienie i Przygoda Michelangelo Antonioniego, gdzie postać Victorii granej przez Monicę Vitti miała przypominać twórcom Blanchett.

### Kostiumy i scenografia
By pomóc ekipie filmowej wczuć się w klimat filmu, Haynes przygotowywał dla niej albumy z materiałami obrazującymi z lata 50. Sandy Powell podkreślała mocne zaangażowanie reżysera w warstwę wizualną. Dużą rolę zwróciła na zróżnicowanie kostiumowe głównych postaci. Dla Carol, lepiej usytuowanej pani domu, Powell szukała inspiracji w zimowych numerach Vogue i Harper's Bazaar z lat 1952-1953, ze zdjęć m.in. Cecila Beatona. Chociaż eleganckie, jej ubrania są bardziej surowe, przez co odstaje od innych żon ukazanych w filmie noszących kreacje inspirowane bardziej konserwatywnym New Look Diora. Dla postaci Therese, Powell szukała przykładów wśród fotografii z lat 50. przedstawiających ówczesne studentki lub artystki. Jej garderoba początkowo mocno kontrastuje z Carol, jest bardziej praktyczna i wygodna. Zmienia się na bardziej wysmakowaną pod koniec filmu, odzwierciedlając dojrzewanie bohaterki. Ponieważ akcja dzieje się w pierwszej połowie lat 50., znaczna część statystów nosi ubrania jeszcze z lat 40., co miało dodać realizmu. Duża część kostiumów, nawet bielizna, to używane, autentyczne ubrania z połowy wieku, część zaś została uszyta lub przerobiona przez Powell (np. szaliki i kapelusze Carol zostały przefarbowane, by pasować do koloru jej szminki i paznokci).
Judy Becker, odpowiedzialna za scenografię, inspirowała się m.in. malarstwem Edwarda Hoppera. Według scenografki w 1952 wciąż dominował powojenny styl lat 40., przejawiający się w dość przygaszonych barwach. We wnętrzach dominuje zieleń, kontrastująca i wybijająca wizualnie detale postaci Carol, zwłaszcza czerwoną szminkę i paznokcie. Becker użyła dość nienaturalnych odcieni zieleni, co miało wywoływać podskórny niepokój i współgrać z surowym klimatem powojennych wnętrz.

### Muzyka
Haynes wysłał Burwellowi łącznie sześć płyt z własnym wyborem piosenek i utworów z lat 50. Na ścieżce dźwiękowej filmu znalazły się utwory m.in. Billie Holiday, Georgii Gibbs i Jo Stafford. Burwell skomponował kilka głównych motywów, które biorą udział w opowiadaniu historii i "wyrażaniu emocji, których postacie nie są w stanie nazwać". Motyw miłosny pojawia się już w scenie otwierającej, zanim ukazane są główne bohaterki. Motyw fascynacji Therese osobą Carol składa się głównie z pianina, zaś tytułowej bohaterki z klarnetu, wibrafonu i fortepianu, przekazując jednocześnie chłodny dystans jak i skrywaną namiętność.

## Odbiór
Film został bardzo dobrze przyjęty przez krytyków. W serwisie Rotten Tomatoes 94% z 307 recenzji zostało uznanych za pozytywne, a średnia ważona ocen wystawionych na ich podstawie wyniosła 8.55/10. Na portalu Metacritic średnia ważona ocen wystawionych na podstawie 45 recenzji wyniosła 94 punktów na 100, zaś film został ogłoszony najlepiej ocenionym w 2015 roku.
Światowa premiera odbyła się na 68. Międzynarodowym Festiwalu Filmowym w Cannes, gdzie film otrzymał dziesięciominutową owację oraz Queerową Palmę dla najlepszego filmu o tematyce LGBT, zaś Rooney Mara zdobyła nagrodę za pierwszoplanową rolę kobiecą. Film otrzymał wiele nominacji, m.in. pięć do Złotych Globów, dziewięć do BAFTA, sześć do Oscarów i sześć do Independent Spirit Awards, na których Lachman wygrał nagrodę za najlepsze zdjęcia. Brytyjski Instytut Filmowy ogłosił Carol "najlepszym filmem LGBT wszech czasów".
Powszechnie doceniono reżyserię Haynesa i scenariusz Nagy, delikatność w opowiedzeniu relatywnie prostej historii przy jednoczesnej powściągliwości dramaturgicznej i zwięzłych dialogach. Chwalono aktorstwo Blanchett i Mary, podkreślając rolę gestów i spojrzeń. Wysoko oceniono także zdjęcia Lachmana i użycie taśmy 35 mm, i kostiumy Powell i zastosowanie kolorów, odwołania do Edwarda Hoppera, oraz muzykę Burwella, którą porównano do twórczości Philipa Glassa.
Carol była filmem otwarcia 6. American Film Festival we Wrocławiu, co stanowiło jej polską premierę. Otrzymała generalnie dobre recenzje także wśród polskich krytyków. Tadeusz Sobolewski na łamach "Gazety Wyborczej" podkreślał sensualną stronę dzieła, oceniając także Haynesa w ukazaniu głównego związku nie tylko nie demonizuje go, ale uwzniośla, traktując jak wszelkie zakazane związki miłosne w dziejach. Janusz Wróblewski dla "Polityki" zwracał uwagę na oddanie Stanów ówczesnych lat: Film świetnie oddaje kłamliwą, egzaltowaną atmosferę powojennej Ameryki. Łukasz Knap dla "Wirtualnej Polski" podkreślił znaczenie scenografii i kostiumów: Kluczowe znaczenie mają scenografia i kostiumy (...) Ubrania noszone przez główne bohaterki są kodem, posługują się nim, aby wyrazić zainteresowanie, pożądanie, a wreszcie sprzeciw wobec norm, narzucanych przez konserwatywne amerykańskie społeczeństwo. Doskonała robota, która przykuwa spojrzenie od pierwszej do ostatniej sceny.
W kategoriach IndieWire podsumowujących filmową dekadę, Carol znalazła się na 7. miejscu w kategorii "najlepszy film dekady", występ Cate Blanchett oceniono na 2. miejscu wśród aktorskich ról, muzykę Burwella jako 2. wśród najlepszych ścieżek dźwiękowych, scenę otwierająca jako 6. najlepszą scenę,  zaś scenariusz Nagy oceniono na miejsce 19.
Film doczekał się własnego fandomu, zaś jedna relacja z jego oglądania na serwisie społecznościowym Tumblr stała się memem internetowym znanym jako: Harold, they're lesbians. Mem zyskał dużą rozpoznawalność, zaś magazyn internetowy "Vox" umieścił go na liście "11 memów, które zdefiniowały dekadę" za rok 2015, określając go jako wyrażenie, które bezbłędnie wyraża moment, w którym: heteroseksualna kultura nagle staje twarzą w twarz z kulturą queerową. Według "Vox", Harold... zapowiadał nurt memów, z którego wzięło się m.in. OK Boomer.

### Kontrowersje
Brak nominacji Nagrody Akademii Filmowej dla filmu za reżyserię i najlepszy film wzbudził wśród wielu środowisk krytykę. Oceniano, że członkowie Akademii, w większości biali mężczyźni powyżej sześćdziesięciu lat, mogli nie docenić filmu ze względu na jego queerową tematykę, zwłaszcza z głównymi rolami kobiecymi. Sytuację porównywano do Tajemnicy Brokeback Mountain na 78. ceremonii wręczenia Oscarów, gdzie film z przewodnią parą męską, chociaż został nominowany w głównej kategorii, przegrał z Miastem gniewu, co wywołało kontrowersje.
Nieoczywista była także nominacja Rooney Mary dla najlepszej aktorki drugoplanowej, mimo że w Cannes otrzymała nagrodę w kategorii pierwszoplanowej. Chociaż Weinstein Company tłumaczyło się chęcią uniknięcia konfliktu między aktorkami (w kategorii najlepszej aktorki pierwszoplanowej nominowana została Blanchett), Mara wyraziła niezadowolenie z tej decyzji. Sama postać Therese ma w trakcie filmu o 6 minut więcej czasu ekranowego niż Carol.
Dystrybutor Carol w Rosji, Arthouse, miał duże problemy w wydaniu filmu w tym kraju ze względu na prawo zakazujące "propagandy LGBT". Część kin odmówiła wyświetlania Carol, nie była także reklamowana w telewizji. Podobne problemy miały wcześniej inne filmy o zbliżonej tematyce, jak Życie Adeli czy Dumni i wściekli.

## Nagrody i nominacje
68. Międzynarodowy Festiwal Filmowy w Cannes
- nagroda: Złota Palma dla najlepszej aktorki − Rooney Mara
- nagroda: Queerowa Palma − Todd Haynes
- nominacja: Złota Palma − Todd Haynes

73. ceremonia wręczenia Złotych Globów
- nominacja: najlepszy film dramatyczny
- nominacja: najlepszy reżyser − Todd Haynes
- nominacja: najlepsza aktorka w filmie dramatycznym − Rooney Mara
- nominacja: najlepsza aktorka w filmie dramatycznym − Cate Blanchett
- nominacja: najlepsza muzyka − Carter Burwell

22. ceremonia wręczenia nagród Gildii Aktorów Ekranowych
- nominacja: wybitny występ aktorki w roli pierwszoplanowej − Cate Blanchett
- nominacja: wybitny występ aktorki w roli drugoplanowej − Rooney Mara

69. ceremonia wręczenia nagród Brytyjskiej Akademii Filmowej
- nominacja: najlepszy film − Elizabeth Karlsen, Christine Vachon i Stephen Woolley
- nominacja: najlepsza reżyseria − Todd Haynes
- nominacja: najlepszy scenariusz adaptowany − Phyllis Nagy
- nominacja: najlepsza aktorka pierwszoplanowa − Cate Blanchett
- nominacja: najlepsza aktorka drugoplanowa − Rooney Mara
- nominacja: najlepsze zdjęcia − Edward Lachman
- nominacja: najlepsza scenografia − Judy Becker i Heather Loeffler
- nominacja: najlepsze kostiumy − Sandy Powell
- nominacja: najlepszy montaż − Jerry DeCarlo i Patricia Regan

23. Międzynarodowy Festiwal Sztuki Autorów Zdjęć Filmowych Camerimage
- nagroda: Złota Żaba − Edward Lachman

31. ceremonia wręczenia Independent Spirit Awards
- nagroda: najlepsze zdjęcia − Edward Lachman
- nominacja: najlepszy film niezależny − Elizabeth Karlsen, Christine Vachon i Stephen Woolley
- nominacja: najlepsza reżyseria − Todd Haynes
- nominacja: najlepszy scenariusz − Phyllis Nagy
- nominacja: najlepsza główna rola żeńska − Cate Blanchett
- nominacja: najlepsza główna rola żeńska − Rooney Mara

20. ceremonia wręczenia Satelitów
- nagroda: najlepsza muzyka − Carter Burwell
- nominacja: najlepszy film roku
- nominacja: najlepsza aktorka filmowa − Cate Blanchett
- nominacja: najlepsza aktorka drugoplanowa − Rooney Mara
- nominacja: najlepszy montaż − Affonso Gonçalves